# Ego (canção de Beyoncé)
"Ego" é uma canção gravada pela cantora norte-americana Beyoncé, para a edição deluxe de seu terceiro álbum de estúdio, I Am... Sasha Fierce. A composição da música foi feita pela própria cantora junto com Elvis Williams e Harold Lilly. O rapper Kanye West fez uma participação na versão remix. Inicialmente a faixa foi planejada para ser lançada em Janeiro de 2010, como o segundo single do terceiro álbum na rádio urban, junto com "Halo". Porém, seu lançamento foi cancelado e "Diva" foi lançado em seu lugar. A música foi liberada no dia 19 Maio de 2009 na rádio urban e no dia 2 de Junho de 2009 na rádio rhythmic.
Foi escrita originalmente para a cantora Chrisette Michele, que não quis gravar a canção. Então a faixa foi gravada por Beyoncé e adicionada na edição deluxe do seu terceiro álbum de estúdio. A música apresenta a protagonista feminina cantando sobre seu amor pelo "enorme ego" de seu amado. Os críticos de música fizeram revisões positivas sobre a canção, elogiaram o fato de que a cantora optou por mostrar algumas de suas limitações vocais em uma parte da música. Para alguns críticos, a faixa poderia ser adicionada em qualquer um dos dois discos do álbum I Am... Sasha Fierce, por combinar os elementos de ambos os lados da personalidade musical da cantora.
Tendo um desempenho moderado nas tabelas musicais, se destacando na Dutch Top 40, por alcançar a segunda posição. A música ficou na terceira posição na R&B/Hip-Hop Songs e no número trinta e nove na Billboard Hot 100. A Recording Industry Association of America (RIAA) certificou a canção como disco de ouro nos Estados Unidos. "Ego (remix)" foi indicada na categoria Best Rap/Sung Collaboration do Grammy Awards de 2010.

## Antecedentes e lançamento

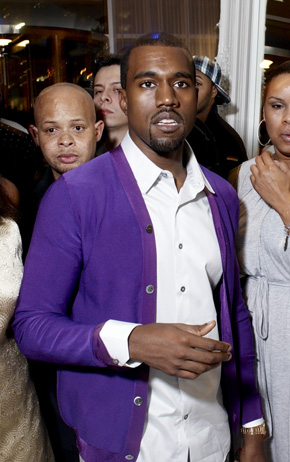
Kanye West fez uma participação na versão remix da música.

A canção foi originalmente escrita para a cantora Chrisette Michele, e deveria ser adicionada no álbum Epiphany. Porém a artista se recusou a gravar a música, pois já tinha escrito todas as canções de seu álbum e pensou que a música poderia não combinar com ela. Por esse motivo a canção foi gravada por Beyoncé, que adicionou "Ego" na edição deluxe do álbum I Am... Sasha Fierce. A versão remix tem a participação do rapper Kanye West, que foi considerado pela artista como a "pessoa perfeita" para estar no remix. Sobre sua parceria com Kanye, ela disse: "...A voz de Kanye soa tão maravilhosa. Ele definitivamente tem confiança e confirma isso. E é o que essa música fala." Além da edição platinum o áudio da música remix foi incluído no álbum Above and Beyoncé - Video Collection & Dance Mixes, que contém também um DVD com o videoclipe oficial da versão remix.
Na Alemanha, a música foi lançada como o lado B do single "Sweet Dreams" em um EP digital, no dia 31 de Julho de 2009. Nos Estados Unidos, o lançamento da música na rádio urban aconteceu no dia 19 Maio de 2009, e na rádio rhythmic em 2 de Junho de 2009, junto com  "Sweet Dreams". Inicialmente a canção foi planejada para ser lançada nas rádios americanas como o terceiro single do álbum I Am... Sasha Fierce, junto com "Halo". Porém, seu lançamento foi cancelado e "Diva" foi lançado nas rádios dos Estados Unidos no dia 20 de Janeiro de 2009.

## Composição
A cantora considerou a música com uma "vibração divertida" de R&B. Incorporando influências do jazz, soul e música pop. Tem um piano de apoio com um ritmo energético. De acordo com a partitura publicada no site Musicnotes.com por Hal Leonard Corporation, "Ego" é escrita em tempo comum, composta em um ritmo moderado, e está definida na tonalidade de ré maior. A canção segue a progressão harmônica de Ré-Sol7-Lá-Lá. Os críticos observaram que a música é uma homenagem ao antigo R&B de andamento médio. Liricamente, a canção apresenta a protagonista feminina cantando sobre seu amor pelo "enorme ego" de seu amado. Em uma entrevista com Jayson Rodriguez da MTV News, a cantora afirmou que a canção é uma brincadeira e não é para ser levada muito a sério, por ser muito "Sasha Fierce", e é por isso que a faixa foi adicionada no disco "Sasha Fierce" do seu terceiro álbum de estúdio. Ela ainda explicou que a música é sobre alguém que está sendo muito confiante e que tem uma arrogância quando anda e fala, se tornando um dos motivos que faz ela se sentir atraída por essa pessoa. A canção explora a voz da cantora e consiste em um "colapso de piano", quando canta ela deixa escapar um rosnado esquivo em sua voz. A música descreve o ego de seu amado como: "É muito grande, é muito espaçoso, é muito forte, não vai caber, é demais". A versão remix tem a participação do rapper Kanye West.

## Recepção crítica
As críticas sobre a faixa foram geralmente positivas, a maioria dos especialistas afirmaram que a canção é caracterizada pelo disco "Sasha Fierce", mas a música poderia ter sido adicionado no disco "I Am...", pois a letra dá a impressão de que ela está vulnerável e querendo ser amada de volta, embora a faixa seja completamente uma brincadeira com o alter ego da cantora. A revista Billboard deu a música uma avaliação positiva, afirmando que ela consegue combinar elementos de ambos os lados da personalidade musical da cantora. Para o crítico da revista a música parece ser uma homenagem ao antigo R&B de andamento médio, ele elogiou também o desempenho vocal da cantora, que polida sua voz durante o interlúdio, mostrando assim sua real voz e suas limitações "como nos velhos tempos". O portal IGN Music descreveu a canção como "um dos brilhantes momentos genuínos onde a sua voz e a música se encaixam perfeitamente". Neil McCormick do The Daily Telegraph escolheu a faixa como destaque do álbum I Am... Sasha Fierce, elogiou o arranjo lírico o chamando de "ousadia lúdica".
Nana Ekua Brew-Hammond do jornal The Village Voice descreveu "Sasha Fierce" como "atrevida, de cabeça grande, conflituosa e genial" afirmando que todos esses adjetivos servem para "Ego" De acordo com Jennifer Vineyard do VH1, a canção mais parece "um ponto de encontro" entre as metades do álbum. Para ela a canção é "musicalmente" com a "Sasha" no entanto, "tematicamente e liricamente" é completamente Beyoncé. Jennifer qualificou a música como "vulnerável, querendo amar e ser amada de volta". Nick Levine do Digital Spy apenas comentou que a cantora está "muito fabulosa" na canção. A versão remix com participação de Kanye West foi indicada na categoria Best Rap/Sung Collaboration, no Grammy Awards de 2010, mas perdeu para "Run This Town", cantada por Jay-Z, Rihanna e Kanye West.

## Videoclipe

### Antecedentes e conceito
O videoclipe da música "Ego'" foi dirigido pela própria cantora que fez sua estreia como diretora nesse vídeo, ela trabalhou com o coreógrafo Frank Gatson Jr, que já vem trabalhando com ela há algum tempo como diretor de criação. Frank já trabalhou em alguns clipes da cantora como "Suga Mama", "Single Ladies (Put a Ring on It)" e "Get Me Bodied", colaborando também com a terceira turnê mundial da artista, I Am... Tour. A cantora permitiu que Frank dirigisse o clipe depois de contratar um novo coreógrafo, Sheryl Murakami. Em uma entrevista para o Entertainment Weekly, ela disse: "Meu objetivo para o de vídeo é a simplicidade... em "Single Ladies (Put a Ring on It)" eu vi um fita antiga da esposa do Bob Fosse (Gwen Verdon) e eu usei isso como inspiração. Eu pensei que neste mundo, com toda a tecnologia e tudo o que está acontecendo, como deixar tudo de lado. Tive uma grande ideia, então eu meio que fez a mesma coisa, mas brilhante e preto para "Ego"". A versão "pirata" do videoclipe com a coreografia feita por Sheryl Murakami, vazou no YouTube no início do mês de Março de 2009. O vídeo alternativo no Above and Beyoncé - Video Collection & Dance Mixes, mostra que uma escultura de barro da cantora foi feita para ser usada no clipe. Porém, a escultura não foi mostrada na versão final do clipe. Existem três edições para o videoclipe da música: o vídeo oficial, um vídeo remix com Kanye West e um vídeo exclusivo para fã.

### Sinopse
O clipe estreou no site oficial da cantora em 21 de Maio de 2009. Assim como os clipes de "If I Were a Boy", "Single Ladies (Put a Ring on It)" e "Diva", o clipe de "Ego" também foi filmado em preto e branco. O vídeo é composto por Beyoncé em um maiô prata, acompanhada por duas dançarinas vestidas da mesma forma e fazendo a mesma coreografia que a cantora, mostrando um semelhança com o vídeo de "Single Ladies (Put a Ring on It)". Mais tarde, no vídeo, ela está sentada em uma cadeira branca brilhante na frente de uma parede de azulejos, usando um casaco preto, junto com suas dançarinas que permanecem dançando em sua volta. Logo depois, ela se levanta e dança com elas ao redor da cadeira. Pequenos trechos da cantora sozinha cantando a música sentada na cadeira são exibidos exibidos ao longo do vídeo. Na cena seguinte, ela dança em pé enfrente a mesma parede de azulejos, acompanhada por suas duas dançarinas. A última cena mostra a cantora sozinha na cadeira, sem a jaqueta preta, dançando e cantando até o fim da canção.

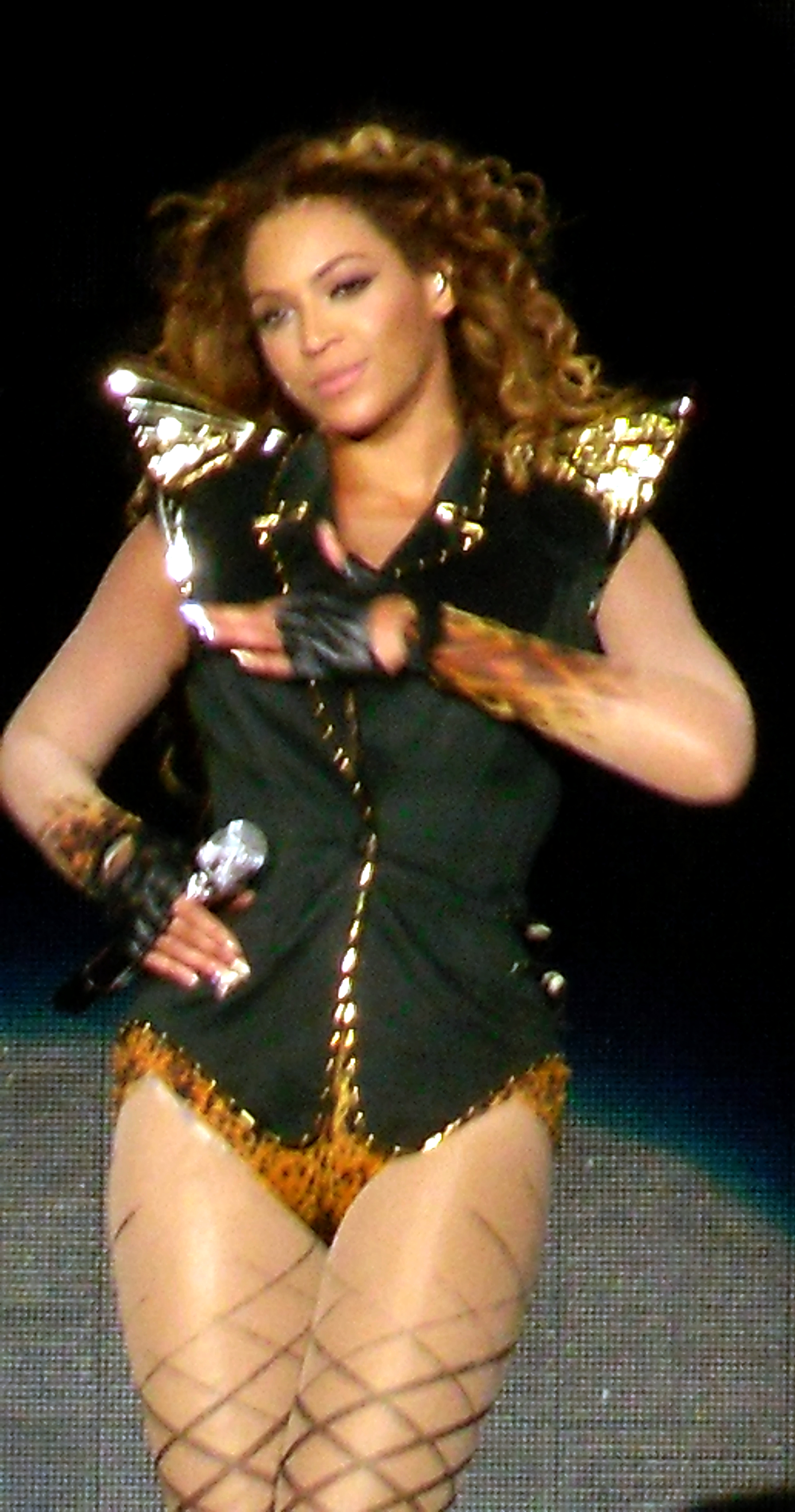
Beyoncé em uma performance da canção durante um concerto da I Am... Tour em Manchester, Inglaterra.

### Outras versões
O vídeo da música remix, que conta com uma aparição de Kanye West, foi incluído no DVD do álbum Above and Beyoncé - Video Collection & Dance Mixes. O vídeo estreou no dia 15 de Junho de 2009, no BET Access Granted. No vídeo remix, Kanye West inicia seu rap em um lugar vazio ao lado de um grande holofote, no final de seu rap, ele aponta o holofote na direção da câmera e logo em seguida são exibidas as cenas com Beyoncé. O restante do vídeo é quase idêntico ao do vídeo original. O clipe remix ficou no número 38 na lista feita pelo canal BET, dos 100 melhores clipes do ano de 2009. Um vídeo exclusivo para fã foi adicionado no álbum Above and Beyoncé - Video Collection & Dance Mixes, nessa versão só é mostrado a cantora, que fica sentada na mesma cadeira que pode ser vista no vídeo original.

## Performances ao vivo
A faixa foi adicionada no set list da sua turnê mundial, I Am... Tour. A artista realizou uma performance da canção antes do seu lançamento oficial como single em Seattle, Estados Unidos. Sua apresentação iniciou com a voz de Kanye West dizendo: "Eu tenho um grande, ha ha ha, ego / Ela ama meu grande, ha ha ha, ego / ela acaricia meu grande, ha ha ha, ego". No dia 14 de Novembro de 2010, Kanye fez uma aparição surpresa no concerto da artista em Londres, onde ele cantou novamente os mesmos versos. "Ego (remix)" foi incluída como a décima segunda faixa no álbum ao vivo, I Am... World Tour.

## Faixas e formatos
| Ego / Sweet Dreams (Singles & Dance Mixes) |                                               |         |  |
| N.º                                        | Título                                        | Duração |  |
| 1.                                         | "Ego"                                         | 3:57    |  |
| 2.                                         | "Ego" (DJ Escape & Johnny Vicious Club Remix) | 8:22    |  |
| 3.                                         | "Ego" (Slang "Big Ego" Club Remix)            | 6:18    |  |
| 4.                                         | "Sweet Dreams"                                | 3:29    |  |
| 5.                                         | "Sweet Dreams" (OK DAC Club Remix)            | 5:14    |  |
| 6.                                         | "Sweet Dreams" (Karmatronic Club Remix)       | 6:36    |  |

| Sweet Dreams - EP |                                              |         |  |
| N.º               | Título                                       | Duração |  |
| 1.                | "Sweet Dreams"                               | 3:29    |  |
| 2.                | "Sweet Dreams" (Groove Police Remix)         | 3:10    |  |
| 3.                | "Ego"                                        | 3:57    |  |
| 4.                | "Ego" (Remix) (com Kanye West)               | 4:43    |  |
| 5.                | "Sweet Dreams" (Music Video)                 | 4:00    |  |
| 6.                | "Ego" (Remix) (com Kanye West) (Music Video) | 4:52    |  |

## Créditos
| - Beyoncé Knowles – vocais, produtor, compositor - Jim Caruana – gravador de vocais - Matt Green – misturador assistente - Donald Hayes – saxofone - Elvis Lee – editor musical - Harold Lilly – compositor, produtor | - Philip Margiziotis – trompa - Mark "Spike" Stent – mixer - Elvis "BlacElvis" Williams – compositor, produtor - Dontae Winslow – trompete - Mack Woodard – gravador Fonte: |

## Desempenho

### Performance nas tabelas musicais
Em 20 de Junho de 2009, a canção entrou na Billboard Hot 100, no número setenta e sete. Atingindo um pico de número trinta e nove após 8 semanas na parada em 15 Agosto de 2009. A faixa teve um bom desempenho na R&B/Hip-Hop Songs, onde alcançou a terceira posição no dia 25 de Julho de 2009. A canção recebeu uma certificação de disco de ouro da Recording Industry Association of America (RIAA), em 8 de Setembro de 2009. Durante o mês de Outubro de 2010 a música vendeu nos Estados Unidos mais de 357 mil downloads (sem incluir a versão remix). Apesar de ter sido lançada apenas nos Estados Unidos, a faixa entrou em tabelas musicais de outros países. Na Nova Zelândia debutou no número vinte e oito, no dia 8 de Junho de 2009, depois de três semanas na parada alcançou a posição de número onze, em 29 de Junho de 2009. A melhor posição alcançada pelo single foi a de número dois na Dutch Top 40.
| Tabelas musicais (2009)                      | Melhor posição |
| -------------------------------------------- | -------------- |
| Brasil - Hot 100 Airplay                     | 4              |
| Brasil - Hot Pop Songs                       | 2              |
| Coreia do Sul - International Singles Charts | 132            |
| Estados Unidos - Billboard Hot 100           | 39             |
| Estados Unidos - Hot R&B/Hip-Hop Songs       | 3              |
| Nova Zelândia - RIANZ                        | 11             |
| Países Baixos - Dutch Top 40                 | 2              |
| Suécia - Sverigetopplistan                   | 29             |
| Tabelas musicais (2010)                      | Melhor posição |
| Reino Unido - UK Singles Chart               | 60             |
| Reino Unido - UK R&B Chart                   | 22             |

| Tabelas musicais (2009)                | Posição |
| -------------------------------------- | ------- |
| Estados Unidos - Hot R&B/Hip-Hop Songs | 14      |
| Estados Unidos - Radio Songs           | 96      |

| Páis / Certificadora  | Certificações |
| --------------------- | ------------- |
| Estados Unidos / RIAA | Ouro          |

## Prêmios
| Ano  | Cerimônia                        | Nomeação                        | Categoria                       | Resultado |
| ---- | -------------------------------- | ------------------------------- | ------------------------------- | --------- |
| 2009 | People's Choice Awards           | "Ego (remix)" (com: Kanye West) | Favorite Collaboration          | Indicado  |
| 2010 | Grammy Awards                    | "Ego (remix)" (com: Kanye West) | Best Rap/Sung Collaboration     | Indicado  |
| 2010 | ASCAP Rhythm & Soul Music Awards | "Ego"                           | Award Winning R&B/Hip-Hop Songs | Venceu    |

## Histórico de lançamento
| País           | Data                 | Formato          | Gravadora        |
| -------------- | -------------------- | ---------------- | ---------------- |
| Estados Unidos | 19 de Maio de 2009   | Rádio urban      | Columbia Records |
| Estados Unidos | 2 de Junho de 2009   | Rádio rhythmic   | Columbia Records |
| Canadá         | 17 de Agosto de 2009 | Download digital | Columbia Records |
| Estados Unidos | 17 de Agosto de 2009 | Download digital | Columbia Records |
| México         | 17 de Agosto de 2009 | Download digital | Columbia Records |